# Zaka (Simbabwe)
Koordinaten: 20° 20′ S, 31° 27′ O
Zaka ist eine archäologische Fundstätte und ein heutiges Dorf 70 Kilometer Luftlinie südöstlich von Masvingo in der gleichnamigen Provinz in Simbabwe. Die gefundenen Artefakte werden der späten Eisenzeit zugeordnet, die Ruinen auf 1485 und 1695 datiert und der Khami-Kultur zugeordnet. Weiter wurden Anbauterrassen und steinerne Ringwälle für Vieh gefunden.